# تپه کهنه دره
تپه کهنه دره مربوط به دوران‌های تاریخی پس از اسلام است و در شهرستان قزوین، بخش کوهین، روستای کیخنان واقع شده و این اثر در تاریخ ۱۱ شهریور ۱۳۸۲ با شمارهٔ ثبت ۹۷۹۵ به‌عنوان یکی از آثار ملی ایران به ثبت رسیده است.